# The Meteors
The Meteors est un groupe de psychobilly britannique originaire de Londres, en Angleterre formé en 1980. Il est souvent cité pour avoir donné le son caractéristique de ce genre de musique. Bien que les origines du psychobilly soient contestables, The Meteors se considère comme le premier et le seul groupe de psychobilly. Les fans du groupe sont connus pour utiliser le slogan « Only the Meteors are pure psychobilly » (souvent raccourci par OTMAPP) comme cri de ralliement.

## Biographie
The Meteors commencent à jouer en 1980 avec P. Paul Fenech (guitare et chant), Nigel Lewis (contrebasse), et Mark Robertson (batterie). Fenech et Lewis jouaient dans un groupe de rockabilly, mais quittent leur groupe de départ, Raw Deal, dans le but d'expérimenter un nouveau genre de musique qui mixait des paroles horrifiques et s'inspirant de la science-fiction avec un mélange de punk rock et de rockabilly. Plus tard, ce genre est appelé psychobilly.
The Meteors joue pour la première fois durant la Rockabilly Night au Sparrow Hawk, salle située au nord de Londres, mais après avoir été harcelés à cause de leur style vestimentaire punk, ils décident de commencer à jouer uniquement dans des concerts rockabilly. Ils ont engendré un public fidèle appelé The Crazie qui a inventé son propre style de dance nommée Going Mental, un mélange de dance et de mosh. Celle-ci est renommée plus tard wrecking, et restera, depuis, ancrée dans la scène psychobilly[réf. nécessaire]. En raison de ces caractéristiques, s'ajoutant au rituel de P. Paul Fenech qui consistait à cracher du sang pendant les concerts, la plupart des clubs pensaient que le groupe était dangereux et refusait de les laisser se produire. The Meteors a alors commencé à jouer dans des clubs punk rock aux côtés de groupes punks tels que Anti-Nowhere League et UK Subs. Cependant, contrairement aux groupes punks, ils ont insisté pour que leurs shows soient « un lieu sans politique ni religion », dans le but de prendre du bon temps plutôt que de provoquer des bagarres entre les fans.
En raison du culte qui les entoure, The Meteors produit un film appelé Meteor Madness à la fin des années 1980 avec le comédien Keith Allen. Il est sorti dans le même package que le film ska Two-Tone. Le film comprend quatre chansons, qui sortent sur le premier vinyle du groupe. En août 1981, le groupe signe sur Island Records et enregistre son premier album, In Heaven[réf. nécessaire].
Depuis, The Meteors change de line-up de nombreuses fois, P. Paul Fenech est en effet le seul membre restant du groupe d'origine. Le line-up actuel inclut maintenant Hendrik Corleone à la basse et Wolfgang Hordemann à la batterie. Ils sortent dix-huit albums officiels sans compter les singles et les nombreuses apparitions dans des compilations. Ils continuent à enregistrer dans leur propre studio et à faire des tournées au Japon, en Amérique, en Europe et en Scandinavie[réf. nécessaire].
P. Paul Fenech sort aussi de nombreux albums solo et joue dans un groupe parallèle, The Legendary Raw Deal, nommé ainsi d'après son premier groupe. Nigel Lewis et Mark Robertson ont continué de jouer ensemble dans The Escalators, un groupe de rock psychédélique, puis dans The Tallboys, un groupe de rockabilly plus connu pour avoir enregistré le morceau Take a Walk pour la bande originale du film Le Retour des morts-vivants.
Le 28 novembre 2006, The Meteors jouent à Manchester. En 2009, ils publient leur nouvel album, Hell Train Rollin’. L'année suivante, en 2010, sort l'album live Pure Evil Live.

## Discographie

### Albums studio
- 1981 : In Heaven
- 1983 : Wreckin’Crew
- 1984 : Stampede
- 1985 : The Curse of the Mutants
- 1985 : Monkey’s Breath
- 1986 : Teenagers from Outer Space
- 1986 : Sewertime Blues
- 1987 : Don’t Touch the Bang Bang Fruit
- 1988 : Only the Meteors are Pure Psychobilly
- 1988 : The Mutant Monkey and the Surfers from Zorch
- 1989 : Undead, Unfriendly and Unstoppable
- 1991 : Bad Moon Rising
- 1991 : Madman Roll
- 1992 : Demonopoly
- 1993 : The Best of the Meteors (CD)
- 1994 : No Surrender (CD)
- 1995 : Graveyard Stomp (CD)
- 1995 : Mental Instrumentals (CD)
- 1997 : Bastard Sons of a Rock’n’Roll Devil
- 1997 : The Legendary Raw Deal – Outlaw Man
- 1999 : The Meteors vs. the World
- 1999 : The Legendary Raw Deal – Southern Boys
- 2001 : Psycho Down!
- 2003 : Psychobilly
- 2004 : These Evil Things
- 2004 : The Lost Album (CD)
- 2007 : Hymns for the Hellbound
- 2009 : Hell Train Rollin’
- 2012 : Doing the Lord’s Work
- 2016 : The Power of 3

### 7"
- 1981 : Meteor Madness
- 1981 : Radioactive Kid
- 1981 : The Crazed
- 1981 : Get Me to the World on Time (Clapham South Escalators)
- 1982 : Island of Lost Souls (Tall Boys)
- 1982 : Mutant Rock
- 1983 : Johnny Remember Me
- 1984 : I’m Just a Dog
- 1985 : Fire, Fire
- 1985 : Bad Moon Rising
- 1986 : Surf City
- 1987 : Go Buddy Go
- 1987 : Don’t Touch the Bang Bang Fruit
- 1988 : Rawhide
- 1988 : Somebody Put Something in My Drink
- 1991 : Chainsaw Boogie (MCD & LTD 7")
- 1992 : Who Do You Love? (MCD)
- 1994 : Chainsaw Boogie
- 1994 : Hell Ain’t Hot Enough (MCD)
- 1997 : Slow Down You Grave Robbing Bastard (7" & Pic7")
- 2005 : 25 Years Anniversary (Picture Disc)
- 2009 : Psychobilly No 1 (Pic.7")

### 10"
- 1981 Meteor Madness (White Label)
- 1995 : The Surfin' Dead – Powertwang (Mental Disorder)
- 1995 : The Legendary Raw Deal – Flick Knifin… (Mental Disorder)

### 12"
- 1981 : The Meteors Meet Screaming Lord Sutch
- 1984 : I’m Just a Dog
- 1985 : Stampede
- 1985 : Hogs and Cuties
- 1986 : Wrecking Crew (Archive 4)
- 1986 : Mutant Rock
- 1986 : Surf City
- 1987 : Go Buddy Go
- 1987 : Don’t Touch the Bang Bang Fruit
- 1988 : Somebody Put Something In My Drink
- 1988 : Surfin’ on the Planet Zorch
- 1989 : Please Don’t Touch
- 1991 : Chainsaw Boogie
- 1991 : Encores (Bonussongs from Live 3)

### Albums live
- 1983 : Live
- 1985 : Live II (Horrible Music For Horrible People By This Horror-ble Band)
- 1987 : Live and Loud
- 1987 : Night of the Werewolf
- 1990 : Live III (Live Styles of the Sick and Shameless)
- 1991 : Encores
- 1992 : Live 4 (International Wreckers) (CD)
- 1995 : Live,Leary And Fucking Loud! (CD)
- 1996 : Welcome To The Wreckin’ Pit (CD)
- 1996 : International Wreckers 2 (CD)
- 2000 : Psychobilly Revolution (CD)
- 2002 : The Final Conflict
- 2003 : The Meteors from Beyond
- 2004 : Hell in the Pacific (CD)
- 2010 : Pure Evil Live

### Autres
- 1985 : Curse of the Mutants (bootleg de répétitions)
- 1999 : The John Peel Sessions 1983–1985 (CD)